# An deiner Seite (Ich bin da)

»An deiner Seite (Ich bin da)" (англ. By Your Side (I am there)) — третій сингл з альбому Zimmer 483 німецького рок-гурту Tokio Hotel. Перекладена англомовна версія пісні, By Your Side, була випущена поза німецькомовними країнами одночасно з оригінальним (німецькомовним) варіантом пісні та ще й з таким самим музичним відео. Пісню «By Your Side» включено до альбому Scream.
Сингл також містить сторону Б, яка називається «1000 Meere» (українською 1000 морей), під яку створено музичний відеокліп. Сингл також містить нову пісню «Geh!» (укр. Полиш!), котру гурт обіцяв німецьким фанам.
Композиція «By Your Side» зустрічається у фільмі Prom Night у сцені, де головна героїня, Донна, збирається йти на бал зі своїм хлопцем Боббі, який чекає її внизу. 

## Музичне відео
«An deiner Seite (Ich bin da)»
Відео до твору «An deiner Seite (Ich bin da)» складається з монтажу сцен із фільму Zimmer 483 — Live in Europe та відео групи, яка виконує цю пісню. Відео починається та закінчується криками фанів, а в кінці соліст Білл Кауліц викрикує публіці «danke schön» (Дуже дякую). Англомовна версія пісні, «By Your Side», була випущена під таким самим відео.
«1000 Meere»
Відео до «1000 Meere» має цікавий сюжет. Початок відео — показуються чотири члени гурту, які знаходяться в різних частинах покинутої залізничної станції, переступають через колії і пильно, проте дещо меланхолічно, вдивляються в далечінь . Невдовзі хлопці зустрічаються разом та піднімаються в один з потягів. Поїзд починає рухатися, в той час як гурт грає пісню в одному з його вагонів. Ближче до кінця відео, потяг починає дуже швидко рухатися через океан, а хлопці залізають нагору того вагону.

## Перелік форматів та доріжок
Тут представлені формати та доріжки головних синг-релізів «An deiner Seite (Ich bin da)».
- CD максі-сингл

1. «An deiner Seite (Ich bin da)» (радіоверсія) — 3:53
2. «1000 Meere» (Single version) — 4:04
3. «Geh» — 4:22
4. «An deiner Seite (Ich bin da)» (live) — 4:27
5. «An deiner Seite (Ich bin da)» (музичне відео) — 4:46

- CD single, pt. 2

1. «An deiner Seite (Ich bin da)» (радіоверсія) — 3:53
2. «483 Live in Europe Tour Film» (відео) — 7:07

- DVD single

1. «An deiner Seite (Ich bin da)» (музичне відео) — 4:46
2. «1000 Meere» (музичне відео) — 4:20

## Чарти
| Чарт (2007)                | Максимальна позиція |
| -------------------------- | ------------------- |
| Австрійський Singles Chart | 6                   |
| Фінський Singles Chart     | 13                  |
| Французький Singles Chart  | 2                   |
| Німецький Singles Chart    | 2                   |